# Nephrotoma ridleyi
Nephrotoma ridleyi är en tvåvingeart som beskrevs av Edwards 1932. Nephrotoma ridleyi ingår i släktet Nephrotoma och familjen storharkrankar. Inga underarter finns listade i Catalogue of Life.